# جیووو
جیووو (به ایتالیایی: Giovo) یک کومونه در ایتالیا است که در ترنتینو واقع شده‌است.

## خصوصیات
جیووو ۲۰٫۸ کیلومترمربع مساحت و ۲٬۴۸۶ نفر جمعیت دارد و ۴۹۵ متر بالاتر از سطح دریا واقع شده‌است.